# Ruta 27-CH
La ruta 27-CH es una ruta internacional que se encuentra en el norte Grande de Chile sobre la Región de Antofagasta. En su recorrido de 156,1 km totalmente asfaltados une San Pedro de Atacama y Calama con el Paso fronterizo Jama en el límite con Argentina. La Ruta 27 alcanza una altitud según OpenStreetMap de 4.831 metros a S 23°04′21″ W 67°30′17″ en una distancia de 57,6 kilómetros al oeste de la frontera, lo que la convierte en una de las carreteras más altas del mundo.
La carretera recorre muchos portezuelos de altura, como los de Purico, de Sico, Quepiaco y Paranal, además de cruzar salares, lagunas y la Reserva nacional Los Flamencos. En la localidad de San Pedro de Atacama se encuentra la aduana de control fronterizo con todos los servicios controladores. La carretera prosigue en el país vecino como la RN 52 hacia las ciudades argentinas de Susques y San Salvador de Jujuy.
Integra junto a las rutas 23-CH, 25 y 5 Panamericana, el Corredor Bioceánico Eje del Capricornio llegando hasta Antofagasta. El rol asignado a esta ruta internacional fue ratificado por el decreto MOP N.º 2136 del año 2000.

## Ciudades y localidades
Los accesos inmediatos a ciudades y localidades, y las áreas urbanas por las que pasa esta ruta de oeste a este son:

### Región de Antofagasta
Recorrido: 156 km (kilómetro 0 a 156).
- Provincia de El Loa: San Pedro de Atacama (kilómetro 0).